# Rivale in Classic
Rivale in Classic è un album della cantante Tiziana Rivale pubblicato in formato digitale su etichetta David Scillia Edizioni Musicali.

## Tracce
1. Non pensare a me
2. Per illudersi
3. Nel silenzio
4. Il cigno
5. Gocce (Falling Drops)
6. Canta ragazzina
7. Between the Lines
8. Musica di un attimo
9. Future call
10. Pater Noster (Padre Nostro)
11. Cielo e terra